# Sant Julià de Besalú
Sant Julià de Besalú és una església del municipi de Besalú (Garrotxa) inclosa en l'Inventari del Patrimoni Arquitectònic de Catalunya.

## Descripció
Aquesta singular construcció, de la qual només ens ha arribat la façana, de les darreries del segle xii, fou l'església de l'antic hospital de la vila. Hi destaca sobretot una magnífica portalada, profusament decorada, probablement contemporània i obrada pels mateixos mestres que construïren els absis de Santa Maria. La formen sis arcs en degradació, el segon i el cinquè sostinguts per columnes circulars. El timpà és llis i la llinda s'aguanta per mitjà de dues carteles decorades. A la part més alta s'hi aixecava un campanar d'espadanya que ha estat eliminat en una restauració, igual que la resta dels afegits.

## Història
La documentació relativa a l'església de Sant Julià és gairebé inexistent. Segons el pare Séquestra, fou fundat pels comtes de Besalú i els monjos del Cenobi veí en tenien la jurisdicció exclusiva. Encara que no s'esmenten els comtes que el fundaren ni l'època en què ho van fer, es creu que va ser el mateix fundador del monestir de Sant Pere, el comte-bisbe Miró, el que l'edificà per tal de destinar-lo a centre d'acolliment dels pobres de la vila. Se sap que els jurats i el consell de la vila crearen el càrrec de monjo hospitaler l'any 1336, que passà a ocupar Bernat de Puig de Fornells. Segons Cèsar August Torras, a principis del segle actual estava separat del culte i dividit en dos pisos.